# Strážovice
Strážovice település Csehországban, Hodoníni járásban. Strážovice Svatobořice-Mistřín, Sobůlky, Stavěšice, Šardice, Věteřov és Dražůvky településekkel határos. Lakosainak száma 599 fő (2024. január 1.).

## Népesség
A település lakosságának változását az alábbi diagram mutatja:
| Lakosok száma | 639  | 623  | 742  | 624  | 519  | 546  | 581  | 599  | 602  | 599  |
|               | 1869 | 1890 | 1921 | 1950 | 1980 | 2001 | 2017 | 2019 | 2022 | 2024 |